# Кетчуп
Ке́тчуп (від англ. ketchup) — соус, до складу якого входять томати, оцет, сіль, перець та інші спеції.

## Історія
Прабатьківщиною кетчупу вважають Китай, де здавна робили рибний соус з анчоусів (або іншої подрібненої риби), бобів, грибів та горіхів. Зазвичай він включав розсіл засоленої риби або молюска. За своїм змістом і смаком він був подібний до римського гаруму, і так само як гарум був надзвичайно популярним. На кантонському діалекті: koechiap, або ke-tsiap. За однією з версій це означає «сік баклажана», за іншою — «засолений» або «маринований лосось» — хоча зазвичай головним інгредієнтом були все ж анчоуси.
З часом популярність кесьяпа вийшла за межі Піднебесної — китайські торгівці і переселенці принесли його з собою до Кореї, Японії та країн Південних морів. У Малайї рецепт соусу був трохи спрощений і отримав назву «кісап». Саме тут в XVII ст. з ним познайомилися англійці. Їм східна приправа припала до смаку — тим більше, що у власній кухні нічого подібного європейці не мали (гарум вийшов із вжитку ще на початку середньовіччя). Для англійців малайська вимова, не кажучи вже про китайську, була складною, тому соус вони назвали на свій лад — catchup або ketchup.[джерело?]
В Британії дотримуватися східної рецептури було складно, але й споживачі у більшості своїй не були знайомі із смаком «справжнього» кесьяпу. Тому кухарі мали можливість експериментувати, додаючи до соусу нові інгредієнти і розширюючи водночас розмаїття його варіантів. На певний час термін «кетчуп» перетворився на синонім екзотичного соусу, або ж навіть соусу взагалі.[джерело?]
Спочатку найпопулярнішим був «грибний кетчуп». Але згодом до соусу почали додавати томатний сік. Смак помідору зазвичай пересилював інші компоненти соусу, тому рецепт «томатного кетчупу» був спрощений до помідорів з комбінаціями прянощів.
Приправа виявилася вдалою і швидко поширилася цілою Європою. Від початкового варіанту зараз залишилися тільки маловідомі рецепти кетчупу з грибів і оливок.
Кетчуп в сучасному вигляді з'явився на початку XX століття в США в результаті обговорення необхідності застосування консерванту бензоату. Промисловці, зокрема Генрі Гайнц, виробляли кетчуп на основі густої томатної пасти, отриманої вакуумним випарюванням без нагріву. На відміну від невипаренного томатного соку паста може довго зберігатися при кімнатній температурі. Згодом густота стала самоцінною властивістю кетчупу, і для її досягнення може додаватися крохмаль.